# Бейкелар, Гейбрехт
Гейбрехт Бейкелар, Хейбрехт Бекелар, Бекелер (нидерл. Huybrecht Beuckelaer, Huybrecht Beuckeleer; ок. 1537, Антверпен — после 1605 и до 1625) — фламандский живописец, известный в основном картинами бытового жанра, натюрмортами и портретами. Он прошёл обучение в Антверпене, а также работал в Италии, Франции и Англии. В Англии он был придворным художником Роберта Дадли, 1-го графа Лестера. В 1997 году художника отождествили с мастером, известным под псевдонимом «Монограммист HB», и в результате ему приписали больше работ. Хотя Бейкелар оставил лишь небольшое количество произведений, он сыграл значительную роль в развитии живописи Северной Европы.

## Биография
Подробности о жизни художника крайне скудны. Гейбрехт Бейкелар родился в Антверпене в семье художников. Его отец Маттеус Бейкелар был зарегистрирован мастером антверпенской Гильдии Святого Луки в 1535 году. Считается, что Гейбрехт был братом Иоахима Бейкелара, известного художника, изображавшего кухонные и рыночные сцены. Сестра его отца Кателин была замужем за Питером Артсеном, голландским художником, работавшим в Антверпене, который известен картинами бытового жанра. Гейбрехт вместе с братом Иоахимом учился в мастерской Артсена.
Очевидно, что ранние работы братьев находились под влиянием творчества Артсена как по стилю, так и по темам. Существуют свидетельства обширных путешествий Гейбрехта в период 1567—1568 годов. Гейбрехт упоминается в Антверпене в январе 1567 года. Вскоре после этого он «путешествовал по разным зарубежным странам, чтобы увидеть землю и выучить язык, а также заняться своим ремеслом художника и таким образом заработать себе на жизнь». Было высказано предположение, что он, возможно, обучался в мастерской Аньоло Бронзино во Флоренции в середине 1550-х годов. Но документальных подтверждений этой гипотезы нет.
В сентябре 1568 года Гейбрехт Бейкелар вернулся в Антверпен, где женился на Анне Ламбрехтс. У них был сын Даниел Бейкелар, но Анна скончалась в апреле 1569 года. Гейбрехт женился во второй раз в 1577 году. Его второй женой была Сюзанна Кей; дочь уже умершего к тому времени художника Виллема Кея. Мастером антверпенской Гильдии Святого Луки Гейбрехт Бейкелар стал только в 1579 году. Последний раз художник упоминается в Антверпене в 1585 году. Считается, что примерно в это время, совпадающее с захватом Антверпена испанцами, он переехал в Англию, работал художником-портретистом, в том числе для Роберта Дадли, 1-го графа Лестера. Он был упомянут в списке имен жителей Нидерландов, вероятно, датированном 1586 годом. В списке он упоминается как «Хуберт Бухелер», или «Хуберт Бухелер в Гринвиче» (Hubert Bucheler in Greenwich). Граф Лестер, который, возможно, был его последним покровителем, умер в 1605 году. Считается также, что художник по имени Дэниел Баклер (Daniel Buckler), упомянутый в списке иностранных художников как умерший в Лондоне в 1625 году, был его сыном.

## Галерея

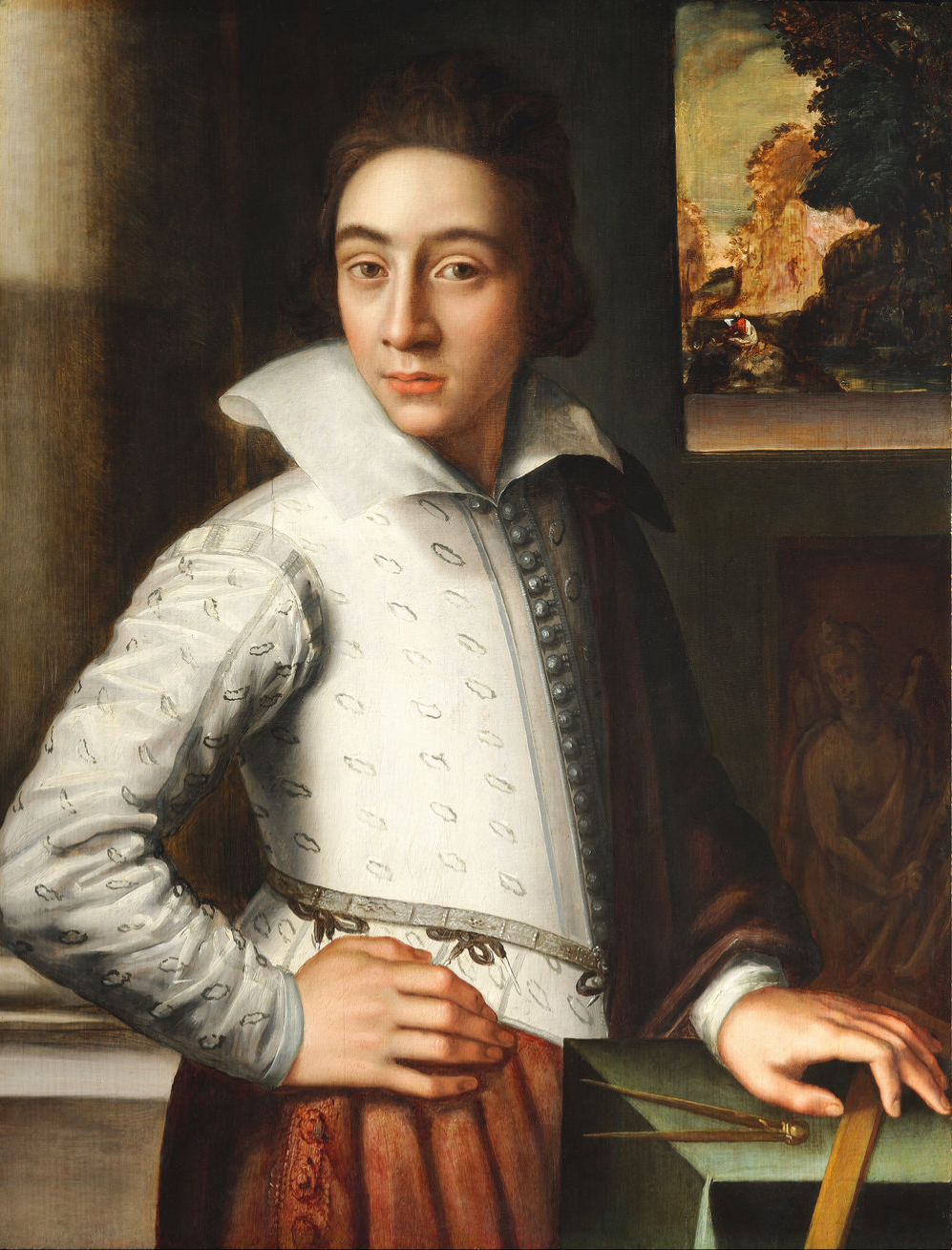
Портрет молодого человека. Между 1563 и 1584. Дерево, масло. Частное собрание
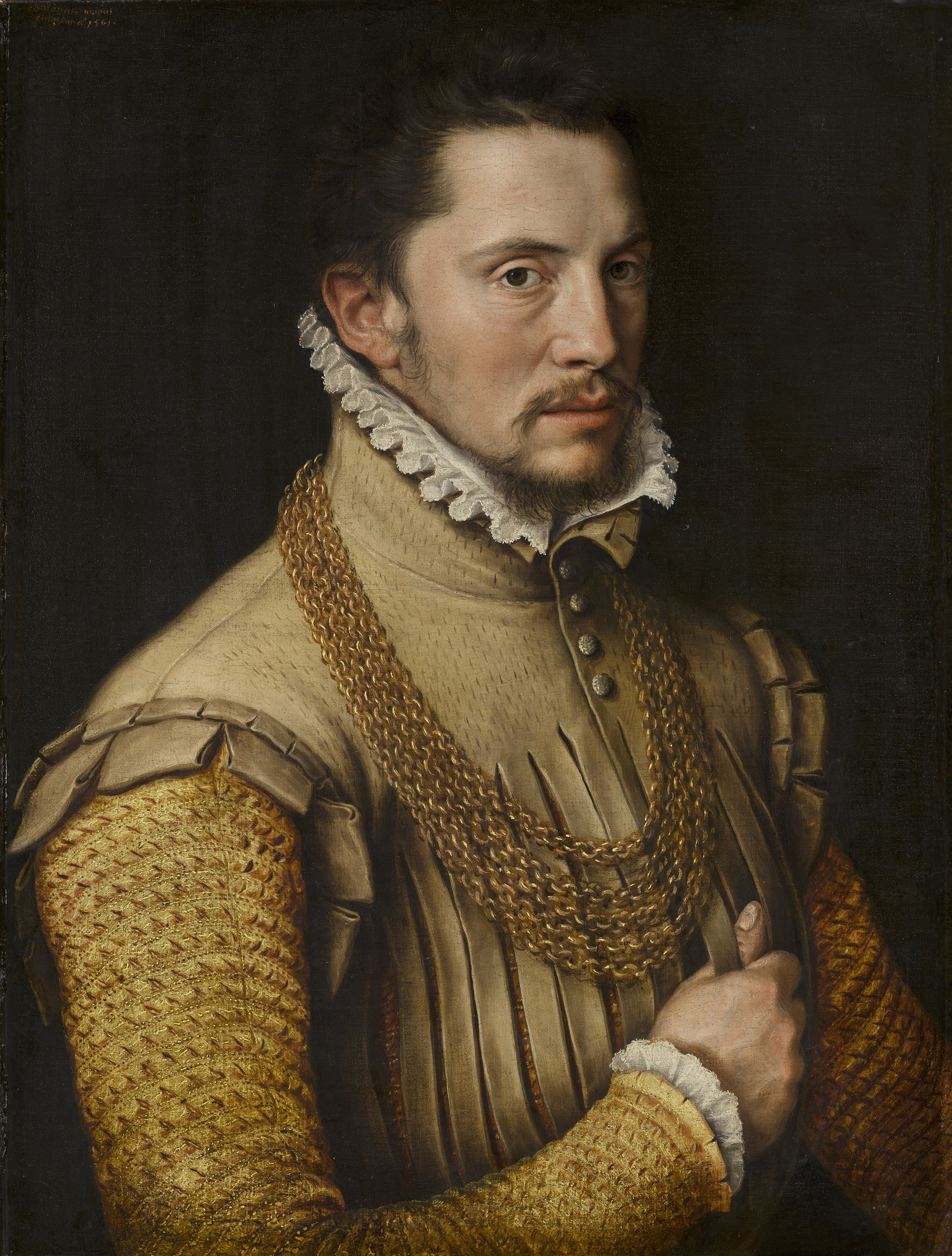
Мужской портрет (приписывается Бейкелару). 1561. Холст, масло. Маурицхёйс, Гаага
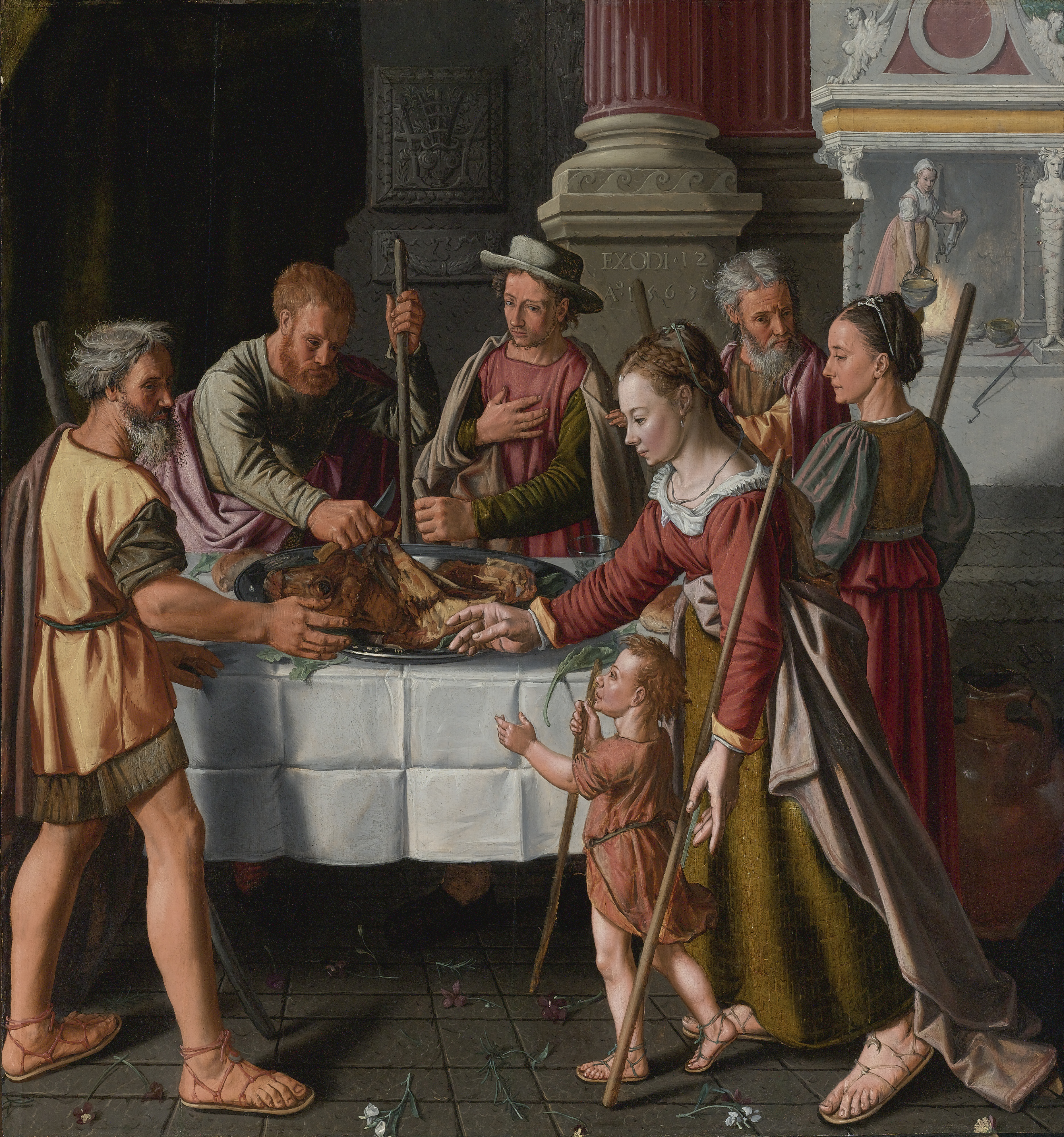
Первый праздник Пасхи. 1563. Дерево масло. Частное собрание
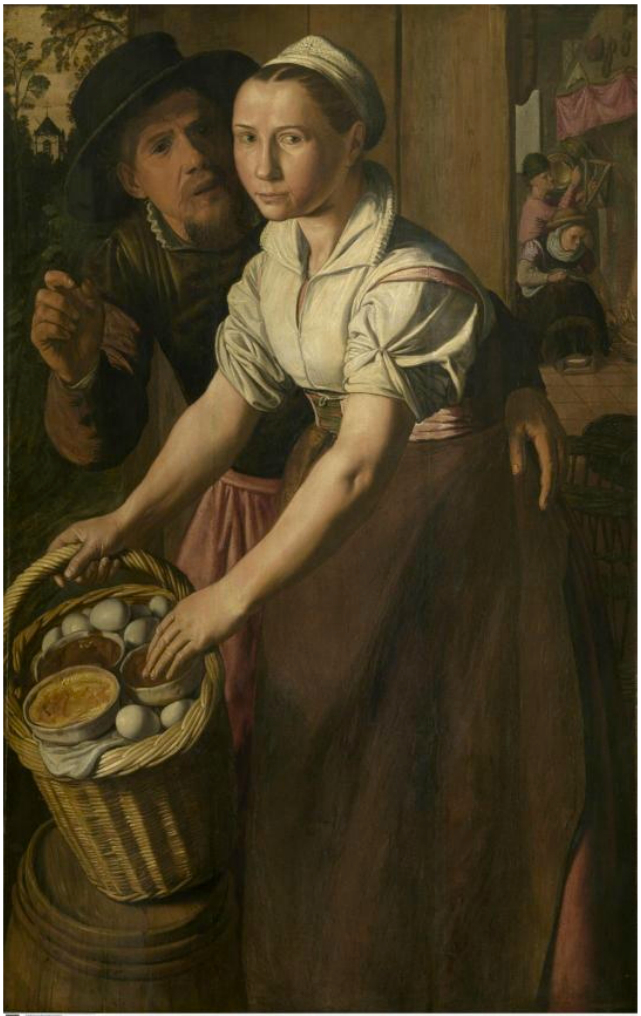
Продавщица яиц. Между 1563 и 1584. Дерево, масло. Королевский музей изящных искусств, Антверпен
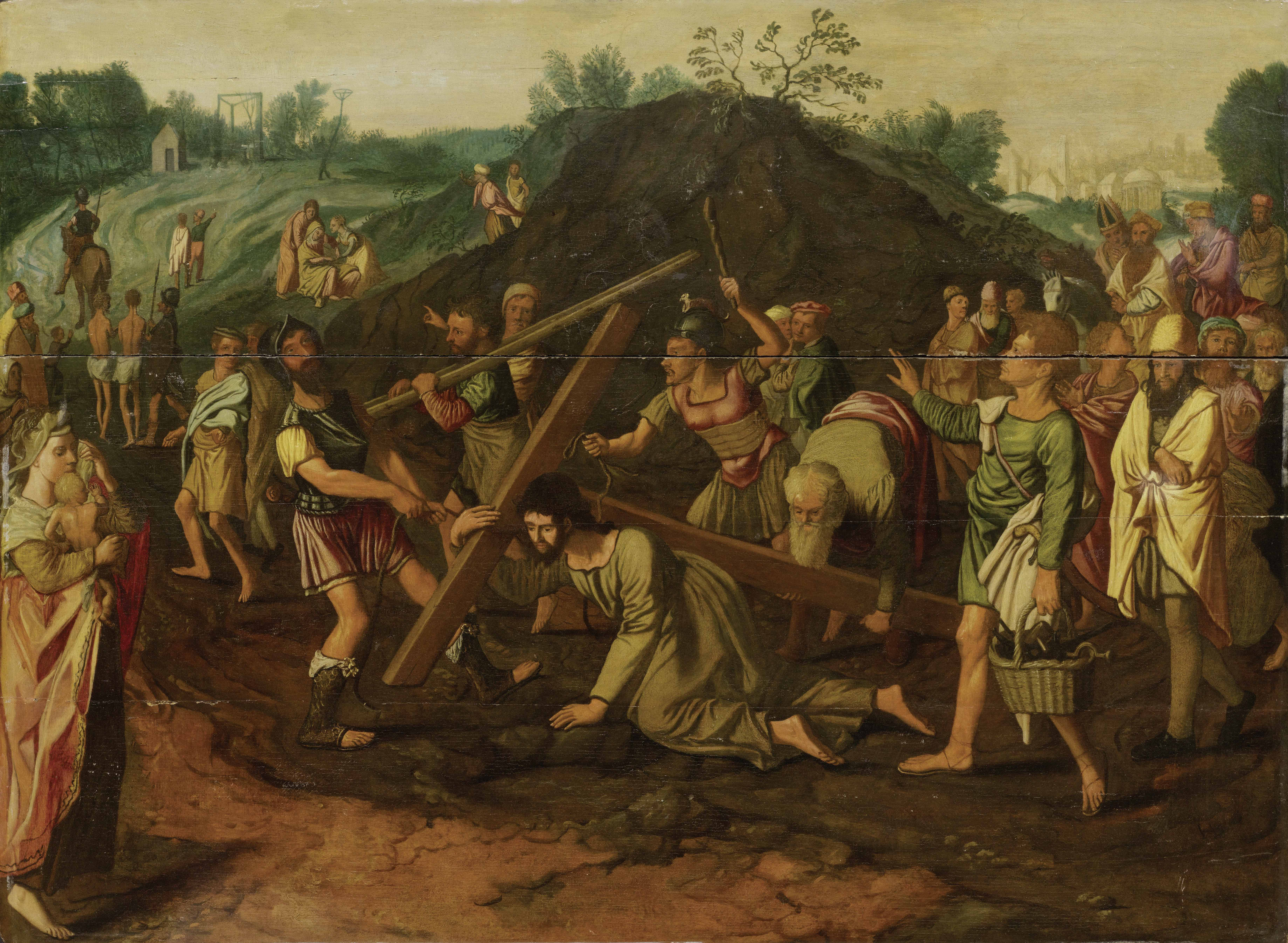
Несение креста. Между 1563 и 1584. Дерево масло. Частное собрание
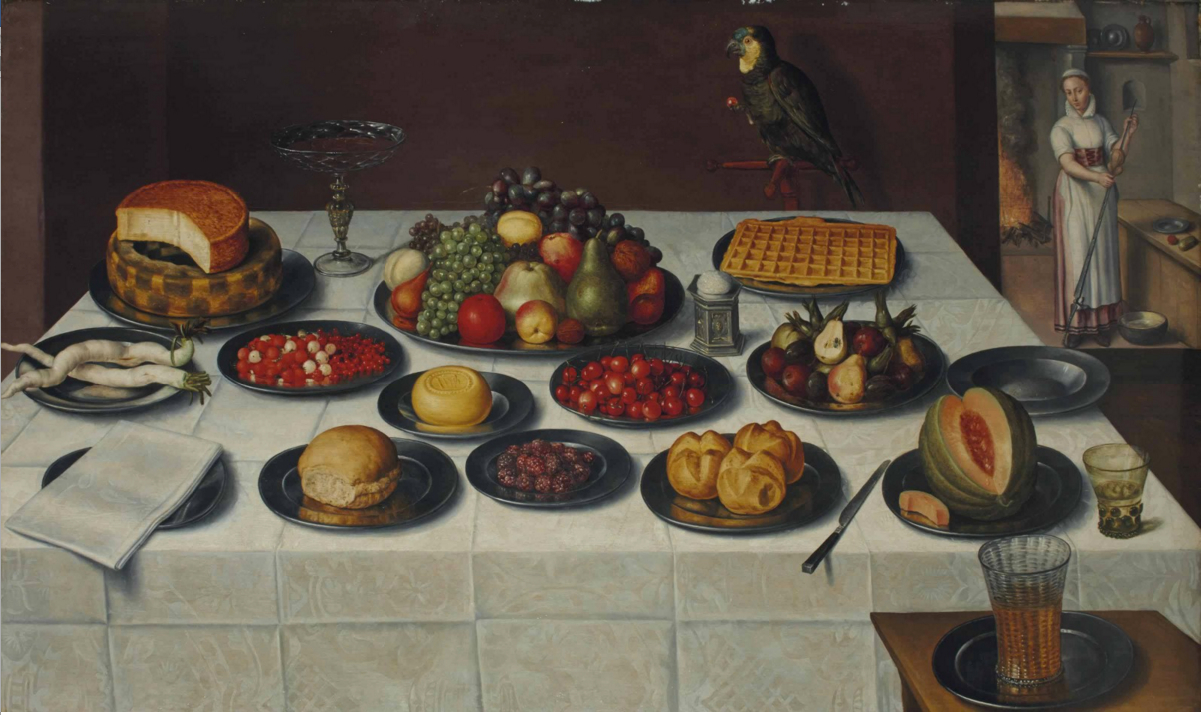
Ежевика, вишня, груши, дыни и другие фрукты, хлеб, сыр и вафля, рёмер, тацца и солонка на драпированном столе. Ок. 1560. Дерево масло. Частное собрание